# Turismo en Montreal
El turismo es una industria importante en Montreal, Quebec, Canadá . La ciudad recibió 10,2 millones de visitantes en 2016 y 11.792.970 visitantes de viaje de un día en 2010. Montreal atrajo a 1.770.939 visitantes internacionales durante la noche en 2010, la mayoría de ellos provenientes de los Estados Unidos, Francia, el Reino Unido, Alemania, México y Japón . En 2014, 82.740 empleos directos y 48.199 empleos indirectos fueron generados en Montreal por la industria del turismo.
Crescent Street en el centro de Montreal es popular entre los turistas. A lo largo del verano, presenta varias ferias y festivales callejeros. Entre los lugareños, Crescent Street es más conocida por sus numerosos clubes y bares. El bulevar Saint-Laurent y el barrio circundante de Plateau Mont-Royal también son conocidos por su vida nocturna, con numerosos bares, discotecas y restaurantes.[cita requerida]
Los principales sectores que atraen el turismo en Montreal son los festivales que atraen a 7,5 millones de turistas, los museos que representan 7 millones de visitas y el Viejo Montreal que atrajo a 2,5 millones de turistas en el año 2013.

## Atracciones
| Rango | Atracción                                            | 2011      | 2010      | Variación 2011/2010 |
| ----- | ---------------------------------------------------- | --------- | --------- | ------------------- |
| 1     | Viejo Puerto de Montreal                             | 6,601,278 | 6,198,646 | 6,5%                |
| 2     | Casino de Montreal                                   | 5,640,873 | 5,895,835 | -4,3%               |
| 3     | centro de campana                                    | 1,868,056 | 2,056,343 | -9,1%               |
| 4     | Biodomo de Montreal                                  | 815,810   | 268,558   | 203,8%              |
| 5     | Centro de Ciencias de Montreal                       | 764,405   | 656,205   | 16,5%               |
| 6     | Museo de Bellas Artes de Montreal                    | 758,211   | 517,953   | 46,4%               |
| 7     | Mercado de Bonsecours                                | 747,004   | 800.490   | -6,7%               |
| 8     | Jardín Botánico de Montreal e Insectario de Montreal | 695,404   | 740,915   | -12,9%              |
| 9     | Basílica de Notre-Dame                               | 431,174   | 416,978   | 3,4%                |
| 10    | Museo de Pointe-à-Callière                           | 353,503   | 389,949   | -9,3%               |
| 11    | parque Olímpico                                      | 275,937   | 240,427   | 14,8%               |
| 12    | Museo de Arte Contemporáneo de Montreal              | 241,527   | 220,764   | 9,4%                |
| 13    | Museo Marguerite Bourgeoys                           | 175,843   | 204,987   | -14,2%              |
| 14    | Atrio Le 1000 de La Gauchetière                      | 96,995    | 204,987   | 10,4%               |
| 15    | Biosfera de Montreal                                 | 87,624    | 100,175   | -12,5%              |
| 16    | Museo McCord                                         | 79,082    | 77,087    | 2,6%                |
| 17    | Casa Saint-Gabriel                                   | 74,268    | 77,087    | 10,2%               |
| 18    | Planetario de Montreal                               | 72,517    | 94,138    | -23%                |
| 19    | Centro Canadiense de Arquitectura                    | 67,666    | 67,655    | 0%                  |
| 20    | Centre d'histoire de Montreal                        | 60,258    | 58,055    | 3,8%                |
| 21    | Castillo Ramezay                                     | 46,382    | 38,469    | 20,6%               |
| 22    | Museo Stewart                                        | 4,346     | 0         | N / A               |